# Karl Joseph Benjamin Herzog
Karl Joseph Benjamin Herzog (* 1827 in Brieg, Oberschlesien; † 23. März 1902 in Berlin) war ein deutscher Verwaltungsjurist, zuletzt Staatssekretär für Elsaß-Lothringen.

## Studium und berufliche Laufbahn
Nach dem Studium der Rechtswissenschaften an der Schlesischen Friedrich-Wilhelms-Universität trat er 1852 in den Justizdienst ein. 1856 wechselte er als Justiziar bei der Finanzabteilung der Königlichen Regierung in Breslau. Zugleich wurde er Oberpräsidialrat für Handels- und Gewerbeangelegenheiten.
1859 wurde er zum Hilfsarbeiter in der Abteilung für Handel und Gewerbe im preußischen Handelsministerium ernannt. Dort erfolgte 1864 seine Beförderung zum Vortragenden Rat. Als solcher war er 1867 Vertreter des Norddeutschen Bundes bei der Weltausstellung sowie der Internationalen Münzkonferenz in Paris. Nach dem Internationalen Abkommen vom 17. Oktober 1868 zur Regelung der Binnenschifffahrt auf dem Rhein (Mannheimer Akte), wurde er bis 1870 Vertreter von Preußen der durch dieses Abkommen eingerichteten Rheinschifffahrtskommission. Zwischen 1870 und 1871 war er Vorsitzender der Kommission des Bundesrates über die weitere Ausbildung der Statistik des Deutschen Zollvereins.

## Aufstieg zum Staatssekretär für Elsaß-Lothringen
Nach der Gründung des Deutschen Kaiserreiches erfolgte im September 1871 seine Ernennung zum Wirklichen Geheimen Oberregierungsrat und Direktor der für Elsaß-Lothringen zuständigen neu gebildeten Abteilung III im Reichskanzleramt.
Nach der Gründung des Reichsamtes für Elsaß-Lothringen am 1. Juli 1876 wurde er dort Unterstaatssekretär und zugleich auch Mitglied des Bundesrates. In diesem Amt leitete er im Winter 1878/79 auch die Reichsenquête für die Baumwoll- und Leinenindustrie.
Nach der Unterstellung von Elsaß-Lothringen unter den Deutschen Kaiser wurde er am 1. Oktober 1879 nach der Schaffung eines eigenen Ministeriums für Elsaß-Lothringen dessen erster Staatssekretär. Gleichzeitig wurde in Straßburg das Amt eines Reichsstatthalter geschaffen. Nachdem dessen erster Amtsinhaber Generalfeldmarschall Edwin von Manteuffel Zugeständnisse an den Klerus machte, die er selbst nicht billigte, bat er bereits im Juli 1880 um seine Entlassung. Im Oktober 1880 wurde Karl von Hofmann sein Nachfolger als Staatssekretär für Elsaß-Lothringen.
Im Anschluss an seinen Rücktritt machte er eine längere Reise durch Amerika. Nach seiner Rückkehr übernahm er den Aufsichtsratsvorsitz der Disconto-Gesellschaft und wurde persönlicher Berater Adolph von Hansemanns in Grundsatzfragen beim Aufbau der Neuguinea-Kompagnie.

## Schriften
- Reisebriefe aus Amerika, 2 Bände. Berlin 1884